# Цакирское сельское поселение
Се́льское поселе́ние «Цакирское» (бур. Сахирын hомон) — муниципальное образование в Закаменском районе Бурятии Российской Федерации.
Административный центр — село Цакир.

## История
Статус и границы сельского поселения установлены Законом Республики Бурятия от 31 декабря 2004 года № 985-III «Об установлении границ, образовании и наделении статусом муниципальных образований в Республике Бурятия»

## Население
| 2002 | 2011 | 2012 | 2013 | 2014 | 2015 | 2016 |
| ---- | ---- | ---- | ---- | ---- | ---- | ---- |
| 907  | ↘843 | ↘832 | ↘807 | ↘783 | ↘732 | ↘693 |
| 2017 | 2018 | 2019 | 2020 | 2021 | 2023 | 2024 |
| ↘662 | ↘634 | ↘605 | ↘585 | ↘560 | ↘539 | ↘536 |

## Состав сельского поселения
| № | Населённый пункт | Тип населённого пункта       | Население |
| - | ---------------- | ---------------------------- | --------- |
| 1 | Цакир            | село, административный центр | ↘536      |